# دكين
دكين مسلسل سوداني من إنتاج تلفزيون السودان.

## قصة المسلسل
تدور القصة حول هروب أحد المساجين (دكين) أثناء نقله للمحاكمة في مركز آخر خوفاً من الهمباتة وتتم مطاردته من الهمباتة والهجانة ومع هروبه المستمر يقوم بالقتل كوسيلة للبقاء. وتدور أحداث المسلسل عام 1912 في مدينة شندي شمال السودان.

## طاقم العمل
- قصة : الممثل عثمان حميدة
- سيناريو : ورشة كتابة
- إشراف على السيناريو : إمام حسن إمام
- إخراج : محمد نعيم سعد
- مساعد مخرج : مجدي النور
- مونتاج : فضل محمد نور - سيف الإسلام غندور
- خدع سينمائية : كمال نعيم سعد
- إشراف عام : حسن فضل المولى

## الممثلون
أسرة دكين :
- الهادي الصديق: دكين
- حياة طلسم: الرضية أخت دكين
- أحمد عبدالكريم: والد دكين
- هويدا حسين: بنت عم دكين

الهمباتة :
- موسى الأمير
- عبدالعظيم أحمد
- سيدأحمد محمد
- يس عمر السنوسي

الهجانة :
- عبد الحكيم الطاهر : حميدة
- أمير عبدالله : حمد
- الطيب شعراوي : حاجابي
- كمال نعيم سعد
- خالد عبد الله
- احمد محجوب
- عادل الخاص
- النذير صديق عجبنا
- إمام حسن إمام
- اسامة كمال
- عبد الرحمن مجذوب
- عبد السميع عبد الله
- فهد الدين غسان

اسرة البطانة:
- محمد المهدي الفادني : ضياب
- قسم الله حمدناالله
- محمد صالحين
- محمد علي الشيخ
- ياسر عثمان
- سحر ابراهيم
- بكري عوض الشم

فريق الزين:
- صالح عبد القادر : الزين
- عباس الزبير : شيخ العرب
- محمد خلف الله : العمدة
- الطيب جيب الله : مكي
- هالة أغا : بدور
- محمد المهدي الفادني : ضياب
- جمال عبد الرحمن : زروق
- جدة يعقوب

فريق الشيخ:
- جعفر سعيد الريح
- تهاني عثمان
- جبريل اسماعيل

ضيوف شرف
- مصطفى احمد الخليفة
- فتحية محمد احمد
- اقبال عبد الوهاب
- محمد عوض سيد احمد
- عادل الياس معنى

المساجين:
- عبد المنعم عثمان
- فيصل احمد سعد

## روابط خارجية
- لقاء مع طاقم المسلسل
- الفنان الهادي صديق يحكي عن مسلسل دكين